# Сарамякі (Турку)
Сарамякі (фін. Saramäki, швед. Starrbacka) — один з районів міста Турку, що входить до територіального округу Маар-Пааттінен.

## Географічне положення
Район розташований на північ від центральної частини Турку.

## Населення
У 2004 чисельність населення району становила 530 осіб, з яких діти молодше 15 років — 16,60 %, а старше 65 років — 15,09 %. Фінською мовою як рідною володіли 95,28 %, шведською — 0,75 %, а іншими мовами — 3,96 % населення району.